# Los Angeles Film Critics Association Award al miglior montaggio
Il Los Angeles Film Critics Association Award al miglior montaggio (Los Angeles Film Critics Association Award for Best Editing) è un premio assegnato annualmente dai membri del Los Angeles Film Critics Association al migliore montaggio di una pellicola distribuita negli Stati Uniti nel corso dell'anno.

## Albo d'oro

### Anni 2010
- 2012: Dylan Tichenor e William Goldenberg - Zero Dark Thirty[1]
- 2013: Alfonso Cuarón e Mark Sanger - Gravity[2]
- 2014: Sandra Adair - Boyhood[3]
- 2015: Hank Corwin - La grande scommessa (The Big Short)[4]
- 2016: Bret Granato e Maya Mumma - O.J.: Made in America[5]
- 2017: Lee Smith - Dunkirk[6]
- 2018: Joshua Altman e Bing Liu - Minding the Gap[7][8]
- 2019: Todd Douglas Miller - Apollo 11[9]

### Anni 2020
- 2020: Giōrgos Lamprinos - The Father[10]
- 2021: Joshua L. Pearson - Summer of Soul (...Or, When the Revolution Could Not Be Televised)[11]